# Apollo 15
Apollo 15 a fost a noua misiune cu echipaj uman din programul Apollo, a patra care a aselenizat și a opta care și-a încheiat misiunea cu succes. Aceasta a fost prima din ceea ce s-au numit „J missions”, sejururi de lungă durată pe Lună cu o concentrare mai mare pe știință decât ar fi fost posibil în misiunile anterioare. De asemenea a fost prima misiune în care a fost folosit Vehiculul Lunar Rover.
Misiunea a început la 26 iulie 1971 și s-a încheiat pe 7 august. NASA a numit-o cel mai de succes zbor cu echipaj uman realizat vreodată.
Comandantul David Scott și pilotul Modulului Lunar James Irwin au petrecut trei zile pe lună și un total de 18 ½ ore în afara navei spațiale lunare privind activitatea extra-vehiculară.